# ميامي فريدوم بارك
ميامي فريدوم بارك هو ملعب مخصص لكرة القدم يتسع لـ 25000 مقعد سيتم بناؤه في ميامي، فلوريدا، الولايات المتحدة ليكون الملعب الخاص بفريق إنتر ميامي لكرة القدم. في ربيع عام 2022، حصلت مدينة ميامي على الموافقة النهائية لبناء ملعب في الموقع الحالي لملعب ميلريس للغولف، بالقرب من مطار ميامي الدولي. جاء القرار بعد عملية طويلة تم فيها النظر في العديد من المواقع للملعب. تشهد الخطط الحالية افتتاح الملعب في 2025.